# Fernando Casanova Aizpún
Fernando Casanova Aizpún (Santo Domingo, República Dominicana, 30 de octubre de 1988) es un exfutbolista internacional de la República Dominicana. Formado en el fútbol universitario de los Estados Unidos jugando para el Ithaca College, se desempeñaba en el terreno de juego como mediocampista ofensivo y delantero extremo.

## Clubes
| Club           | País                 | Año       |
| -------------- | -------------------- | --------- |
| Ithaca College | Estados Unidos       | 2009-2010 |
| Bauger FC      | República Dominicana | 2010-2013 |

## Carrera internacional
Disputó 6 partidos con la Selección de fútbol de la República Dominicana, partidos correspondientes a la Clasificación de Concacaf para la Copa Mundial de Fútbol de 2014. Dio una asistencia en el partido ante El Salvador, pero el delantero se encontraba en posición adelantada.